# Armada panaceorum
Armada panaceorum is een vlinder uit de familie uilen (Noctuidae). De wetenschappelijke naam is voor het eerst geldig gepubliceerd in 1848 door Menetries.
De soort komt voor in Europa.